# Odontorrhynchus alticola
Odontorrhynchus alticola är en orkidéart som beskrevs av Leslie Andrew Garay. Odontorrhynchus alticola ingår i släktet Odontorrhynchus och familjen orkidéer. Inga underarter finns listade i Catalogue of Life.